# 消极自由
消极自由（英語：Negative liberty）是指免于他人干涉的自由。消极自由主要关注的是个人自由，消极自由通常假定已经处于自由状态并维持现状，消极自由如托马斯·霍布斯所说：「一个自由的人能用他的力量与才华来做他能做的事而不受到阻碍」。霍布斯对自由（没有外部障碍）和权力（做某事的内在能力）的区分，经常被认为是消极自由的早期构想。此外，霍布斯有时也被认为是古典主义派的早期支持者。 以赛亚·伯林在其演讲两种自由概念中也指出了消极自由和积极自由的区别。

## 演進
积极自由与消极自由的划分至少可以追溯到德国思想家伊曼努尔·康德，他在《法的形而上学原理：权利的科学》一书中对“消极自由”和“積極自由”做了嚴格区分。法国思想家邦雅曼·贡斯当进一步阐述了这两个概念，将其分别划分为「古代人的自由」与「现代人的自由」。英国哲学家托马斯·霍布斯的自然权利与自由概念均强调不受干扰以及不被侵害的状态，被后世当作消极自由的经典论述。1958年，英国哲学家以赛亚˙柏林的《两种自由概念》则捍卫消极自由。按他的说法，这个区别是深深根植于政治传统的。用他的话来说，消极自由的含义正是这个问题的答案：对于一个人或一群人来说，哪一个是自由的范围？是他能去做什么或者是他能做什么而不受外人干扰？"对消极自由的限制是由人所强加的，而不是自然原因或伤残。克洛德·阿德里安·爱尔维修清楚地表达了这一点：“自由的人绝不是被禁锢的人，也不是囚犯，更不是因惩罚而感到恐惧的奴隶……而是不缺乏自由，正如飞翔的雄鹰与海中的自由自在的鲸鱼”。
法兰克福学派精神学家、人本主义哲学家埃里希·弗罗姆在他1941年的著作《逃避自由》描绘了一个类似的区别，在伯林发表他的论文十年前。弗洛姆就看到了这两种自由的区别正是人性进化所带来的，是人类与低级动物的区别。在这方面的自由上，他认为，在这并不是积极的“去做什么的自由”而是消极的“免于干扰的自由”，也就是由决心和本能决定的自由。对于他来说，消极自由意味着人作为有意识的物种从其基础的本能中认识到自己的存在。
它们之间的界限被社会主义和马克思主义政治哲学家认为是似是而非的。他们认为这两者在实践中难以被区分开来，或者认为他们是互相依存的。尽管伯林并不是社会主义者更不是马克思主义者，他认为：
|  | 因此，一个界限必须由公有权利在私人生活中划清楚界限。而在哪里区分是常被讨价还价的一个问题。人们是多么的互相依存，没有人能够阻止有人出现在他的生活中。对大鱼的自由就是对小鱼的死亡，某些人的自由必须建立于对一些人的拘束。 |

## 概念诠释
《斯坦福哲学百科全书》这样描述消极自由：
|  | 最常用的消极自由概念是假定在典型的自由的民主的法制社会中的自由，如行动的自由，宗教自由，言论自由。和没有家长式的管制及国家对道德问题的干预。这也常在为此人财产体系辩护时被引用，尽管主张私人财产必然增强消极自由这一主张有许多争议。 |

## 洛克与霍布斯
有人可能问“人类对自由的渴望能与对权力的渴望相比吗”？许多不同的思想家都给了各种基于自己理解的答案，这些答案包含了许多方面，如权利、平等、正义。
托马斯·霍布斯和约翰·洛克则给了两个有代表性的解决办法。作为出发点，他们都同意应该在每个个体能不受干扰的根据他们的欲望、爱好来做事这一方面划分一条明确的界限。界限内的区域就是神圣而不可侵犯的个人自由。但是，他们认为没有一个社会能没有防止不同意志冲突的并由此区分个人自由区域范围的权威存在。他们之间的不同在于。霍布斯对人有着消极的想法，认为人性本恶，应用强力来制止人类本质上的野蛮与未开化及堕落的想法。只有一个强大的力量才能永远制止它并防止隐约出现的混乱状态的威胁，而洛克相信人性中善的一面是多于恶的一面的，所以个人自由的区域可以很大。
尽管他更偏向于消极自由，洛克与霍布斯相比起来在这一方面更模糊不清。他不同在他以拒绝一个个体能屈服于另一个个体的独断支配下这种说法来追求他心中的共和制下的自由。如同他在《政府论》中所说的："这种不受绝对的、任意的权力约束的自由，对于一个人的自我保卫是如此必要和有密切联系，以致他不能丧失它，除非连他的自卫手段和生命都一起丧失。因为一个人既然没有创造自己生命的能力，就不能用契约或通过同意把自己交由任何人奴役，或置身于别人的绝对的、任意的权力之下，任凭夺去生命。谁都不能把多于自己所有的权力给予他人；凡是不能剥夺自己生命的人，就不能把支配自己生命的权力给予别人。诚然，当一个人由于过错，做了理应处死的行为而丧失了生命权的时候，他把生命丧失给谁，谁就可以（当谁已掌握他时）从缓夺去他的生命，利用他来为自己服役；这样做，对他并不造成损害。因为当他权衡奴役的痛苦超过了生命的价值时，他便有权以情愿一死来反抗他的主人的意志。"

## 其他流派
约翰·杰伊在联邦党人文集第二篇提到：“没有什么能比这更明确：政府是必须的，这点不可否认。而且无论它怎样建立，人民必须舍弃一些他们在自然状态中所有的权利，从而使赋予政府所需要的权利”。这段话中说的是一个合法政府的权力或权威部分来自于我们接受对消极自由的限制。如果把“自然状态中的权利”替换为“消极自由”，他的意思将更明确。
匈牙利裔美国哲学家自由意志主义思想家蒂博尔·理查德·马汉为消极自由辩护：“为了人类的繁荣，需要这道德的选择”，宣称它是“人类社会中的个体成员固有的权利，能使自愿或自由的行为和财产能得到尊重和保护”。

## 书目
- 以赛亚·伯林：《自由四論》
- 以赛亚·伯林：《自由及其背叛》